# خوشدون (داوود أباد)
خوشدون (بالفارسية: خوشدون) هي قرية تقع في إيران في قسم داوود أباد الريفي. يقدر عدد سكانها بـ 281 نسمة بحسب إحصاء 2016.